# فرامرز دعایی
فرامرز دعایی  (زادهٔ سال ۱۳۳۱ در لشت نشا - ) به عنوان یک خواننده، ترانه‌سرا، آهنگساز و نوازنده بنام گیلک در موسیقی پاپ استان گیلان شناخته می‌شود؛ و ترانه‌هایش را به زبان گیلکی اجرا می‌نماید. گرچه ایشان در دوره‌ای سابقه نویسندگی، کارگردانی و بازیگری تئاتر را نیز در کارنامهٔ هنری خود دارند.

## شرح زندگی فرامرز دعایی
متولد ۱۳۳۱ در بخش لشت نشا از توابع شهر رشت در استان گیلان است. از ۵ سالگی خواندن، نواختن و ضرب زدن را آغاز کرد. وی از نوجوانی نواختن ساز ویلن را نزد پدرش نورالدین دعایی آموخت که از نوازندگان قدیمی ویلن بوده‌است. ایشان به همراه برادران شاعرش به نام‌های کیومرث و محمد و فرزاد، نزد پدر هنر آموخت و نفر اول موسیقی مدارس لشت نشا شد و به اردوی رامسر راه یافت. دارای دیپلم ادبی و دو فرزند می‌باشد.

## شروع فعالیت هنری
وی فعالیت رسمی هنری‌اش را با قطعه‌ای بنام شکایت در سال ۱۳۴۵ آغاز نمود و از همان سال ترانه‌هایی را به زبان گیلکی در رادیو گیلان اجرا نمود که از نظر تن صدا و نحوهٔ اجرا گیرایی خاصی داشتند. از جمله کسانی که با وی در زمینهٔ موسیقی و ساخت قطعاتش همکاری داشتند می‌توان به منوچهر ویسانلو با ویولون، احمدسیگارچی با عود، هوشنگ افتخاری با ضرب، داریوش علیزاده با سنتور و جمشید مرادی با ویولون اشاره نمود.

## آهنگسازی و ترانه‌نویسی
فرامرز دعایی در زمینهٔ آهنگسازی و ترانه‌نویسی نیز قطعاتی را در کارنامهٔ هنری خود دارد. از این جمله می‌توان به ساخت قطعهٔ گولی‌جان به خوانندگی فریدون پوررضا، و آهنگسازی و ترانه‌نویسی برای آلبوم ناز بداشته به خوانندگی جواد آزادبخت اشاره نمود.

## نوازندگی
ایشان به نوازندگی سازهای ضرب و سنتور آشنایی داشتند اما ساز تخصصی ایشان ویلن است.

## بازخوانی ترانه‌ها توسط دیگر خوانندگان
در آغاز سال ۱۳۹۳ ترانهٔ بیا مره یاری بدن که قبلاً توسط فرامرز دعایی خوانده شده بود، توسط خواننده‌ای بنام شاهین نجفی بازخوانی شد و در آلبومی بنام ترامادول منتشر شد.

## آثار

### قبل از انقلاب
- فاصله
- پیغام (فارسی و گیلکی)
- بهانه
- خاموش
- گرفتار
- فریده
- گولی جان
- مرا بزن حق داری
- مره تنها بنه‌ای
- اگه می‌دس برسه
- بیا مره یاری بده(ترانه ای که با ان شهرت رسید)
- تی ناز مره بایه
- هیچی به دنیا نمانه
- مگه مگه می‌دیل خدا نره
- گول مریم
- به به به چی عجب یاد فقیران بکودی
- فصل بهار لاکوی
- فدایی (با ترانه‌ای از شیون فومنی)

### بعد از انقلاب
۱۳۸۲ / زاکی جان / شعر و ملودی از فرامرز دعایی /تنظیم استاد منوچهر ویسانلو / ناظر ضبط آقای شهاب آزادی وطن
۱۳۹۲ / نصیحت /
۱۳۹۹/چمخاله